# Kastriot Tusha
Kastriot Tusha, född den 14 april 1963 i Elbasan i Albanien, är en albansk tenor. 
Tusha har studerat musikskola i Elbasan och vid Universiteti i Arteve i Tirana under Gaqo Çako.
Han debuterade som rollen Alfredo i operan La Triviata. Han har även spelat i Rigoleto, Trovatore, Barberaren från Sevilla och Paliaci.
2013 är han med i en duett i Festivali i Këngës 52.

## Diskografi

### Studioalbum
- 2001 – Serenata
- 2002 – A Live Performance: Latino-American-Classic
- 2003 – Duam gol
- 2005 – Jeto jetën
- 2011 – Kastriot Tusha